# Helictotrichon krylovii
Helictotrichon krylovii là một loài thực vật có hoa trong họ Hòa thảo. Loài này được (Pavlov) Henrard mô tả khoa học đầu tiên năm 1940.